# Слободской, Сергей Артурович
Серге́й Арту́рович Слободско́й (род. 8 августа 1958 г.) — бывший председатель комитета по печати и связям с общественностью Ленинградской области, бывший генеральный директор-главный редактор газеты «Санкт-Петербургские ведомости».
Слободской — член ассоциации "Клуб «Невский проспект», входит в состав «Элита России — СМИ», член попечительского совета «Военмех», кандидат экономических наук.
Окончил Ленинградский механический институт по специальности «инженер-механик» (1985), работал инженером ПО «Ленинградский Северный завод», с 1992 г. — коммерческий директор газеты «Санкт-Петербургские ведомости», с 2000 г. — директор ЗАО "Газета «Санкт-Петербургские ведомости», с 2002 г. — Генеральный директор ОАО "Издательский дом «С.-Петербургские ведомости», с 2004 г. — генеральный директор-главный редактор ОАО "Издательский дом «С.-Петербургские ведомости». В 2012—2014 г.г. — председатель комитета по печати и связям с общественностью Ленинградской области, член Правительства Ленинградской области.
Женат, имеет дочь и двоих сыновей.

## Прочее
- Интервью со С. А. Слободским (недоступная ссылка)